# تپه کولوک گوزی
تپه کولوک گوزی مربوط به دوره اشکانیان و دوره ساسانیان است و در شهرستان نیر، بخش کورائیم، دهستان یورتچی شرقی، روستای حاجی محمود واقع شده و این اثر در تاریخ ۱۵ دی ۱۳۸۷ با شمارهٔ ثبت ۲۳۹۹۱ به‌عنوان یکی از آثار ملی ایران به ثبت رسیده است.